# Ferrovia Aosta-Pré-Saint-Didier
La ferrovia Aosta–Pré-Saint-Didier è una linea  della Valle d'Aosta che collega la città di Aosta con Pré-Saint-Didier, nelle vicinanze di Courmayeur. Il traffico sulla linea è attualmente sospeso da fine dicembre 2015.
La linea fu realizzata nel 1929 dalla società Cogne per interesse minerario; successivamente rilevata dalle Ferrovie dello Stato.

## Storia
Nel 1855 un editore di Aosta pubblicò un compendio di proposte e istanze delle autorità valdostane al governo del Regno sabaudo, intitolato «Aperçu sur l'utilité d'établir un chemin de fer d'Aoste à Ivrée», perché avviasse la costruzione di una ferrovia che unisse la loro valle al resto del regno e alle vicine Svizzera e Francia. I progetti fino ad allora presentati prevedevano, abbastanza ambiziosamente, la costruzione di una ferrovia che con un traforo congiungesse Aosta a Chamonix.
Negli anni seguenti si costituirono molte società e comitati allo scopo di reperire contributi. Nel maggio del 1865, con l'emanazione della legge nº 2279, venne approvata anche la costruzione del tratto Ivrea–Aosta classificando la linea fra quelle della rete complementare dello Stato con l'esercizio a carico della Società Ferrovie dell'Alta Italia. Alla fine del 1875 venne consegnata la tratta Ivrea–Donnas (allora indicato con la grafia 'Donnaz'), ma si dovette aspettare il 5 luglio 1886 perché il treno arrivasse ad Aosta. La scelta dell'itinerario di attraversamento alpino al Sempione, nel 1893, fece cadere le speranze di un prolungamento della ferrovia da Aosta verso la Francia con un traforo sotto il Monte Bianco. Nel dicembre del 1914 l'esercizio dell'intera linea da Chivasso ad Aosta fu affidato ai militari del Genio Ferrovieri.

### Genesi della linea
La Valle d'Aosta, area marginale del paese, si trasformò nel primo dopoguerra in una regione importante grazie all'industria mineraria e metallurgica che si era sviluppata in conseguenza dello sfruttamento delle miniere ferrifere di Cogne, a 2.540 metri d'altezza, già note e rudimentalmente sfruttate fin dall'XI secolo, per le esigenze delle quali era stata costruita la ferrovia Cogne-Acque Fredde.
Allo scopo di sfruttare il ricchissimo bacino carbonifero di La Thuile la società anonima nazionale Cogne, costituita nel 1922, progettò, nella seconda metà degli anni venti, la costruzione di una ferrovia economica a scartamento ridotto con trazione a vapore da Aosta a Morgex nell'ottica di un sistema di trasporto per l'alimentazione del complesso siderurgico di Aosta, integrata da una teleferica mineraria Morgex-Arpy e da una ferrovia La Thuile-Arpy.
La comunità valdostana si attivò perché la ferrovia venisse resa fruibile anche per il trasporto dei viaggiatori; il Ministero delle comunicazioni dell'epoca richiese pertanto alla società l'adozione dello scartamento normale e un tracciato con curve di raggio non inferiore a 180 m e pendenze massime del 30 per mille, oltre al prolungamento fino a Pré-Saint-Didier ed il trasporto di passeggeri.
La società Cogne accolse le richieste e contattò le Officine di Savigliano per l'adozione della trazione elettrica a corrente continua a 3 kV (che le Ferrovie dello Stato stavano già sperimentando).

### La gestione FAP

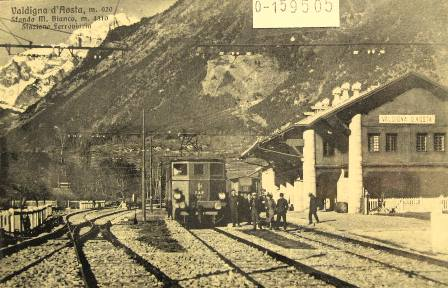
Stazione di Morgex, nel periodo in cui la località era chiamata Valdigna d'Aosta

I lavori iniziarono nel settembre del 1927, con il contributo di trenta milioni di lire a carico dello Stato ed i restanti 8 milioni a carico dell'acciaieria Cogne; la concessione della linea fu rilasciata alla società Ferrovia Aosta–Pré-St-Didier (FAP). La linea fu aperta all'esercizio il 28 ottobre 1929 e rappresentò per tanti anni un mezzo di trasporto insostituibile.
Vennero costruite a supporto delle attività ferroviarie le opere complementari per il trasporto del carbone estratto dalla miniera di Col della Croce (in francese, Col de la Croix) vicino a La Thuile: il materiale percorreva una galleria mineraria di 2,5 km (piano inclinato) per poi essere caricato sui convogli della Ferrovia La Thuile-Arpy di 1.800 metri lungo il Piano di Arpy e passare ad una teleferica che lo scaricava nei silo degli impianti di lavorazione a Morgex, raccordati alla ferrovia.

### Il periodo FS
Data l'importanza strategica dalla linea, lo Stato dopo tre anni la riscattò e il 16 ottobre 1931 il suo esercizio venne assunto dalle Ferrovie dello Stato.
L'importanza della Aosta–Pré-Saint-Didier all'epoca del carbone è dimostrata dal fatto che, mentre il tratto inferiore, la Chivasso–Aosta, continuava a funzionare con trazione a vapore, essa fu una delle prime linee della rete ad essere dotata di trazione elettrica, a corrente continua sfruttando le risorse idroelettriche dell'alta vallata.
Il ridimensionamento dell'attività estrattiva delle miniere di La Thuile nel 1961, e la chiusura della teleferica e della ferrovia mineraria relative, fecero diminuire l'importanza della linea sotto l'aspetto economico e industriale, mentre era in crescita la sua importanza a livello turistico.
Un progetto di tunnel ferroviario sotto il Colle del Piccolo San Bernardo fu sviluppato anche tra Pré-Saint-Didier e Bourg-Saint-Maurice, negli studi della linea ferroviaria Saint-Pierre-d'Albigny - Bourg-Saint-Maurice, ma non fu realizzato.
Trascurata nelle manutenzioni, nel 1968 è stata de-elettrificata e l'esercizio ha visto succedersi nei servizi viaggiatori automotrici dei gruppi 772, 773, 448/460, 668.3000 e 663.1000.
Nei primi anni novanta fu eseguita una messa in sicurezza del percorso mediante l'automazione dei passaggi a livello e l'installazione di segnali di protezione in caso di caduta massi. Vennero anche eliminati i binari di incrocio e i segnali di protezione di tutte le stazioni, che venivano comandati dal dirigente unico presente ad Aosta, eccetto che per la stazione di Arvier, divenuta punto località d'inizio dell'esercizio a spola fino al capolinea; la restante tratta verso Aosta assunse il regime della dirigenza locale.

### La linea nel XXI secolo
Il 15 dicembre 2002 furono attivate le due nuove fermate di Aosta Istituto e Aosta Viale Europa.

#### La sospensione del traffico
Nell'autunno 2015, RFI S.p.A. comunicò alla Regione la necessità di sospendere per almeno 6 mesi il traffico sulla tratta - a partire dal cambio orario di dicembre - per l'improrogabile necessità di interventi di manutenzione straordinaria a traversine e rotaie (con un costo stimato in almeno 10 milioni di euro), indispensabili per garantire la sicurezza della circolazione sulla linea, pena il mantenimento delle limitazioni (rallentamenti) alle velocità di marcia recentemente introdotte per tali motivi; congiuntamente a ciò espose l'opportunità di dedicare invece alla tratta Aosta-Chivasso le risorse economiche di tale manutenzione, essendo i fondi totali disponibili per l'intera linea Pré-Saint-Didier-Aosta-Chivasso inadeguati a far fronte ai bisogni complessivi (stimati in oltre 20 milioni di euro), e di porre la tratta d'alta valle in una sospensione prolungata priva d'interventi immediati.
A dicembre, dopo ricorrenti voci sulla sospensione della tratta a partire dal giorno 13 (inizio orario invernale), l'Assessore ai trasporti Marguerettaz annunciò infine la sospensione della linea (a tempo indeterminato) a partire dal 24 del mese, in considerazione della scarsa utenza registrata e dei costi di manutenzione (15 milioni di Euro a carico di RFI), giudicati al momento non sostenibili in relazione al complessivo fabbisogno della rete ferroviaria: "Dovremmo sostituire binari, il pietrisco e le traverse – ha detto Grassi  - Ogni anno ho a disposizione 25 milioni di euro per questi interventi, se li investiamo qui non facciamo niente altro".
Le motivazioni di tale scelta sono state approfondite anche in seguito, sottolineando il carattere temporaneo della sospensione, e che i lavori necessari sarebbero stati comunque non risolutivi di molte altre problematiche, che con l'occasione di una più prolungata sospensione si possono affrontare in modo più articolato, risolutivo per il lungo periodo.

A fine marzo 2016, in un incontro presso il Ministero dei Trasporti a Roma, è stato poi convenuto di mantenere la linea "esigibile", e cioè mantenuta in stato di corretta funzionalità, pronta per essere riattivata in qualsiasi momento.

#### Studi per riapertura con riclassificazione e prolungamento
Ad aprile 2017, il nuovo Assessore Restano preventiva un costo per la Regione pari a quasi 2 milioni di euro lordi annui per il puro servizio ferroviario con 8 coppie di treni al giorno (previa la riattivazione da parte di RFI), mentre è di circa 1,5 milioni di euro la spesa necessaria per procedere alla stima dei costi da sostenere per riclassificare la linea da 16 a 18 tonnellate/asse, cosa che la renderebbe percorribile da un ventaglio di convogli più ampio.
A luglio dello stesso anno viene anche ipotizzata la realizzazione del prolungamento fino a Courmayeur, che viene formalizzata nel 2018 tramite l'approvazione all'unanimità del Consiglio Valle di una mozione che propone lo studio di fattibilità al riguardo ("richiedere agli incaricati della redazione del Piano regionale dei trasporti la predisposizione di uno specifico studio da redigersi in tempi rapidi relativamente al collegamento Pré-Saint-Didier/Courmayeur, che valuti le possibili soluzioni sotto il profilo tecnico, dei costi e dei benefici e sia propedeutico alle decisioni in merito alla tratta a valle Aosta/Pré-Saint-Didier."), con posizionamento dell'ipotetico nuovo capolinea nel quartiere Entrèves.
In novembre 2019, il nuovo assessore Luigi Bertschy, durante un'interpellanza sulla riapertura della linea, riporta che secondo gli studi di RFI, il costo per la riclassificazione a 18 tonnellate/asse risulta di 5 milioni di euro, mentre i costi per la riapertura della tratta sono stimati a 40 milioni di euro.
A fine dicembre 2020, il nuovo assessore Minelli chiede a RFI di adoperarsi per la riattivazione, anche parziale e a servizio ridotto, con il duplice scopo di iniziare a riutilizzare la linea e potenziare i mezzi pubblici a disposizione degli studenti. Dopo circa un mese viene eseguito sopralluogo su carrello, rilevando in primis che la riattivazione non può essere immediata; in attesa di responso completo sui tempi e i modi della riattivazione, l'Assessorato ricorda che - oltre alla riattivazione anche parziale/temporanea - s'intende poi riottenere la totalità della ferrovia in condizioni di utilizzo a pieno regime (dopo il rinnovo dell'armamento, con elevazione del carico assiale a 18 tonnellate - più quant'altro necessario), e si punta inoltre al prolungamento fino a Courmayeur.

## Caratteristiche
| Continuation backward |

| Unknown route-map component "KBHFxe" |

| Unknown route-map component "exHST" |

| Unknown route-map component "exHST" |

| Unknown route-map component "exSKRZ-G2u" |

| Unknown route-map component "exHSTeBHF" |

| Unknown route-map component "exTUNNEL2" |

| Unknown route-map component "exHST" |

| Unknown route-map component "exTUNNEL2" |

| Unknown route-map component "exHSTeBHF" |

| Unknown route-map component "exhKRZWae" |

| Unknown route-map component "exTUNNEL2" |

| Unknown route-map component "exBHF" |

| Unknown route-map component "exTUNNEL2" |

| Unknown route-map component "exSKRZ-Ao" |

| Unknown route-map component "exHSTeBHF" |

| Unknown route-map component "exTUNNEL1" |

| Unknown route-map component "exhKRZWae" |

| Unknown route-map component "exTUNNEL2" |

| Unknown route-map component "exHST" |

| Unknown route-map component "exTUNNEL1" |

| Unknown route-map component "exSKRZ-Au" |

| Unknown route-map component "exTUNNEL2" |

| Unknown route-map component "exHSTeBHF" |

| Unknown route-map component "exHSTeBHF" |

| Unknown route-map component "exSKRZ-Au" |

| Unknown route-map component "exWBRÜCKE1" |

| Unknown route-map component "exTUNNEL2" |

| Unknown route-map component "exWBRÜCKE1" |

| Unknown route-map component "exBHF" |

| Unknown route-map component "exLCONTf" |

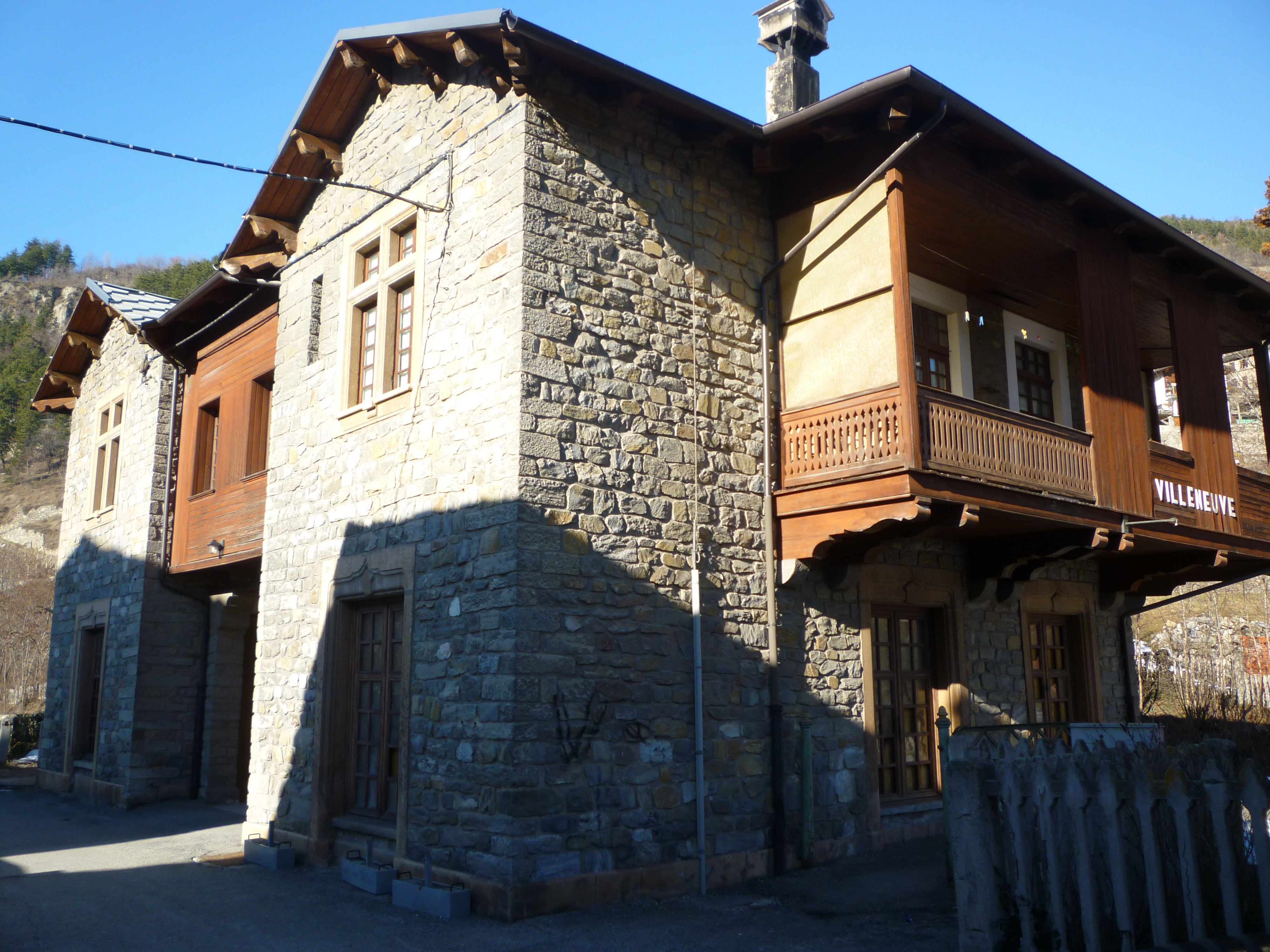
La stazione di Villeneuve

La linea è a semplice binario non elettrificato e ordinario lunga complessivamente 31,37 chilometri, con curve e livellette tipiche di una ferrovia di montagna. Il gestore RFI la qualifica come "linea complementare".
In origine la stessa fu esercita a trazione elettrica, con alimentazione delle locomotive dalla linea aerea a corrente continua, fino a settembre del 1968. La sottostazione elettrica per l'alimentazione della linea aerea era posta presso la stazione di Avise; venne dotata di due gruppi raddrizzatori a vapori di mercurio (all'epoca molto innovativi) per la conversione dell'energia elettrica da alternata a continua. La sottostazione era alimentata mediante una linea aerea trifase a 12 kV, a 50 Hz, proveniente dalla centrale idroelettrica di Champagne.
La circolazione dei treni era regolata da Dirigente Unico con sede ad Aosta. Un impianto telefonico provvedeva allo scambio delle comunicazioni di servizio mentre un telegrafo diretto era previsto per le emergenze. Tale linea telegrafica fu soppressa e sostituita da una nuova linea telefonica negli anni sessanta del secolo scorso.
Nella costruzione dei fabbricati di stazione e dei caselli ferroviari si fece ricorso a uno stile eclettico che si rifaceva alla Cascina l'Ôla di Introd, riprendendone materiali e morfemi.

### Percorso

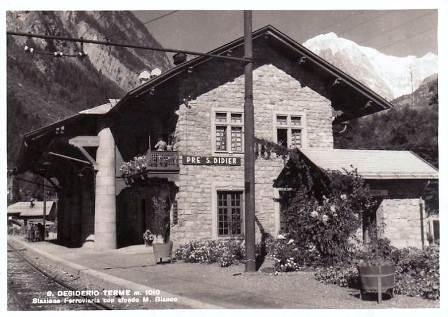
La stazione di Pré-Saint-Didier, nel periodo in cui la località era chiamata San Desiderio Terme

Il tracciato, di km 31,326, di cui 22,343 all'aperto e 8,983 in galleria, venne concepito inizialmente per un uso industriale, retaggio dei precedenti progetti come ferrovia economica, con trazione a vapore e scartamento ridotto.
Lo sviluppo delle curve è pari al 57% del tracciato e il raggio minimo di 170 m (2 curve, il resto superiore a 200 m).
Il dislivello superato è di 431 metri, la pendenza media è del 13,69‰ (per mille), ma dopo Villeneuve è quasi costantemente al 30‰.
I ponti di un certo rilievo sono nove, alcuni di essi sono viadotti.
La Dora Baltea viene attraversata quattro volte; la prima al Km 10,643, con un arco centrale a luce obliqua di 28 metri; la seconda dopo Avise, al Km 18,848, con un'arcata obliqua di 25 metri di luce; la terza dopo la stazione di Morgex, al Km 29,952, con un ponte formato da un arco centrale a luce retta di 21 metri e due archi laterali; la quarta nei pressi del capolinea di Pré-Saint-Didier, con le stesse caratteristiche.
Le gallerie sono ventidue, con lunghezze da ottanta metri a un massimo di 1.297 metri.
Le stazioni della linea erano in origine dieci: Aosta, Sarre, Saint-Pierre, Villeneuve, Arvier, Avise, Derby, La Salle, Morgex e Pré-Saint-Didier, delle quali Saint-Pierre e Derby, attivate alcuni anni dopo, erano semplici fermate prive di deviatoi. In origine anche Avise era stata costruita come fermata.
Nel 1990 venne attivato l'esercizio a spola, tra Arvier e Pré-Saint-Didier.

## Materiale rotabile

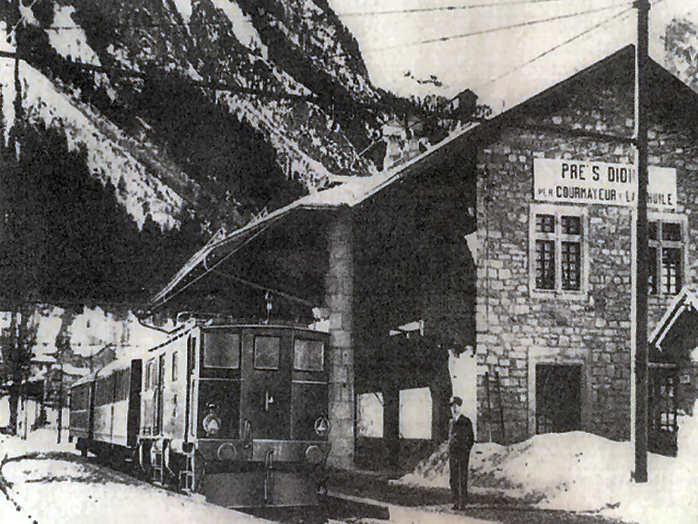
Una futura E.400 in stazione a Pré-Saint-Didier, tra il 1928 e il 1931

La linea fu interamente elettrificata a 3kV c.c. il 24 luglio 1930 fino ad Aosta dove furono elettrificati 3 binari per ricevere i convogli sia di passeggeri che di antracite provenienti da Morgex. 
La trazione dei treni venne affidata a tre locomotive, classificate e denominate da E.1 a E.3, poi diventate E.400 presso le FS, capaci di trainare treni di 100 t in salita e 300 t in discesa.
Nel 1931 tali unità furono affiancate da due E.626 (098 e 099) in sussidio, provvisoriamente private di due motori a causa delle limitazioni del peso assiale ammesso e per tale motivo soprannominate in loco "le castrate" .
Per il servizio passeggeri, le Officine Moncenisio realizzarono 4 carrozze a carrelli di 2ª e 3ª classe e 4 carrozze a carrelli di 3ª classe, che furono poi immatricolate come BCiz 62.900 e Ciz 41.100 sotto le FS, oltre a 4 carri merci chiusi e 8 carri aperti a sponde basse, tutti a 2 assi. Tutti i rotabili della dotazione originaria vennero ceduti alle FS in seguito al subentro di quest'ultima nella gestione della linea; parte delle carrozze finirono in seguito nel parco della LFI di Arezzo.
La linea elettrica fu smantellata il 23 settembre 1968; da allora l'esercizio fu svolto a trazione diesel, con i treni passeggeri affidati inizialmente ad automotrici ALn 772 serie 3000.
Anche le ALn 990 del Deposito locomotive di Pavia prestarono servizio per l'effettuazione del treno giornaliero estivo Milano–Pré-St-Didier.
Sulla linea furono in seguito utilizzate automotrici di gruppi via via più moderni, dalle ALn 442/448 per i servizi diretti Milano–Pré-St-Didier alle ALn 773, ALn 668 serie 3100, ALn 663 serie 1000 con rapporto di trasmissione corto, fino ai convogli ALn 501/502 "Minuetto".
Dal 2009 tornarono in esercizio le automotrici ALn 663, che sostituirono i complessi Minuetto, in quanto era frequente per questi rotabili l'usura dei bordini sulle curve a raggio più stretto.
In caso di elevazione del massimo carico assiale consentito da 16 a 18 tonnellate è previsto l'impiego degli elettrotreni bimodali BTR 813, alimentabili sia tramite linea aerea che tramite generatori a gasolio ed attualmente già in uso per i treni diretti Torino-Aosta, che sono indicati come idonei ai ridotti raggi di curva della linea.

## Filmografia
- La ferrovia nella storia valdostana regia di Carlo Rossi, RAI Valle d'Aosta, 1987